# 八千代コースター
八千代コースター（やちよコースター）は、NST新潟総合テレビにて毎週土曜日の午前に放送されている情報バラエティ番組である。

## 概要
本番組は、2013年10月26日に開始された。コンセプトは『土曜の朝に、肩の力を抜いてリラックスして視聴出来る情報番組』である。番組タイトルの八千代は、新潟総合テレビ本社社屋がある新潟県新潟市中央区の地名から採られた。
本番組では新潟県内のあらゆる地域・場所に出没して街の著名人や名物などを探索・紹介したり、新潟で活動するタレントなどが出演するコーナーがあるなど、地域密着型の制作をモットーにしている。
また本番組では不定期ながらスピンオフ企画によるイベントが開催されることもある。
2021年4月3日より放送時間が5分延長し、10時25分 - 11時20分の55分番組となった。
通常は毎週火曜夜に収録したものを放送しているが、2014年9月26日,2022年12月24日, 2023年12月23日に生放送を実施している。
2023年10月で放送開始10周年、2024年1月13日の放送で500回を迎えた。
2017年4月7日から姉妹番組の八千代ライブが毎週金曜日の夕方に生放送をされていたが、新型コロナウイルスの影響により2020年5月8日放送分をもって休止し、その後再開のないまま事実上終了した。2021年5月現在は、当番組および『八千代ライブ』の司会であった水谷悠莉の出演する『八千代ライフ』が、当番組内のミニ番組として製作されている。

## 出演者
名前の後に☆が付いている者はNST新潟総合テレビアナウンサー。
名前の後に★が付いている者は出演当時新潟総合テレビ→NST新潟総合テレビアナウンサー。

### 現在の出演者
司会
- 長谷川珠子☆（2022年4月2日 - 、2023年3月25日まではプレゼンター）
- スーパー・ササダンゴ・マシン（プロレスラー・実業家・タレント、2021年3月27日までは「マッスル坂井」名義）

- 廣川明美[5]（フリーアナウンサー、元新潟総合テレビアナウンサー[6]）

スタジオ出演（不定期）
- 山田彩乃（ファッションモデル、2021年3月27日までレギュラー）
- 横澤夏子（お笑いタレント）
- Negicco（新潟県のご当地アイドルグループ）
- RYUTist（新潟県のご当地アイドルグループ）
- 瀬口黎弥（FANTASTICS from EXILE TRIBE ダンス&ボーカルグループ）
- おばたのお兄さん（お笑いタレント）
- みなみかわ（お笑いタレント）
- 一条もんこ（カレー研究家）
- トチオンガーセブン（栃尾市ご当地ヒーロー）
- ケビンス（お笑いコンビ）
- 野澤洋輔（アルビレックス新潟事業部 営業本部長）
- 高橋凛（グラビアアイドル、女優）
- 清水伸（俳優）
- 藤崎未夢（NGT48キャプテン、アイドルグループ）、他メンバー不定期出演[7][8]
- 知野光希（車いすバスケットボール選手）[9]
- 街裏ぴんく（お笑い芸人）[10]
- や団（お笑いトリオ）[11]
- SANADA（プロレスラー）[8]

収録出演（不定期）
- 高崎翔太（俳優）
- うしろシティ阿諏訪泰義（お笑いコンビ、キャンプ芸人）
- 西潟茉莉奈（NGT48 アイドルグループ）
- 佐藤海里（NGT48 アイドルグループ）
- ワカナ（Courtesea アイドルグループ）
- イチゴ（お笑い芸人）
- 益田珠希 （マジカル・パンチライン アイドルグループ）

他

### 過去の出演者
- 司会：高橋なんぐ[12] （2013年10月26日 - 2015年6月27日）
- 司会：水谷悠莉★（2017年4月1日 - 2020年3月28日）
- 司会：杉山萌奈☆（2020年4月4日 - 2021年3月27日）
- アシスタント：新井翔子★（2013年10月26日 - 2016年6月25日）
- 進行：桶屋美圭☆（2021年4月3日 - 2023年3月25日）
- うしろシティ（お笑いコンビ(不定期出演)）

### コーナー
出張！お車鑑定コースター
- 清野幹（お笑いタレント）
- 渡邉陽（ティーバイティーガレージ従業員）

にいがた逸品エール（毎月第4土曜）
山田彩乃が県内の名産・特産品の製造現場を体験リポートするコーナー。紹介された商品はアマゾンジャパン合同会社で取り扱いがある。
FANTASTICSの新潟100米る
- 瀬口黎弥（FANTASTICS from EXILE TRIBE ダンス&ボーカルグループ）

瀬口が県内各地を巡りながらお米を100kg食べる企画。
おたすけたまこ（不定期）長谷川アナが地域のお困り事で主にガテン系のお仕事をお手伝いするコーナー。
八千代麺道中
- 県内のラーメン店を紹介するコーナー。